# Карпринети
Карпринети (итал. Carpineti) —  коммуна в Италии, в провинции Реджо-нель-Эмилия области Эмилия-Романья.
Население составляет 4104 человека (на 2001 г.), плотность населения составляет 45,8 чел./км². Занимает площадь 89,61 км². Почтовый индекс — 42033. Телефонный код — 0522.
Покровителем коммуны почитается святой Проспер Реджийский, празднование 24 ноября.